# Gabriel Hanot
Gabriel Hanot (ur. 6 listopada 1889, zm. 10 sierpnia 1968) – francuski piłkarz występujący na pozycji obrońcy oraz dziennikarz. Pracował m.in. w „L’Équipe” i „France Football”. Był pomysłodawcą Złotej Piłki, nagrody dla najlepszego piłkarza w Europie w danym roku oraz Pucharu Europy.

## Sukcesy

### Tourcoing
- Mistrzostwo Francji (1): 1909/10